# ヴィルヘルミーネ・アーネスティーネ・ア・ダンマーク
ヴィルヘルミーネ・アーネスティーネ・ア・ダンマーク（丁:Vilhelmine Ernestine af Danmark, 1650年6月20日 - 1706年4月23日）は、デンマーク・ノルウェー王フレゼリク3世とその妃でカレンベルク侯ゲオルクの娘であるゾフィー・アマーリエの間の3女で、プファルツ選帝侯カール2世の妃。

## 生涯
母方の叔父のハノーファー選帝侯エルンスト・アウグストの妻ゾフィーの執り成しにより、ヴィルヘルミーネはゾフィーの甥にあたるプファルツ選帝侯の世継ぎ公子カールと結婚することになった。
2人の結婚式は当時の王族としては珍しく代理結婚式ではなく、花婿のカールが出席して1671年9月20日に挙行された。ヴィルヘルミーネは大勢のデンマーク人の取り巻きを連れてハイデルベルク宮廷に入った。彼女は莫大な花嫁持参金を持っていたうえ、義父の選帝侯カール1世からゲルメルスハイムとオッペンハイムの城と村を化粧料として与えられた。
しかし、夫婦生活は非常に悲惨だった。カール2世は叔母から無理やり押し付けられた妻を嫌い、ヴィルヘルミーネの控え目で「相手にする気になれない」振る舞いのせいで、夫婦の距離は広がる一方だった。カールは1677年には本気で彼女と離婚しようとしたが、実現しなかった。ヴィルヘルミーネは子供を産まないまま1680年に選帝侯妃となり、1685年に夫と死別した。
未亡人となったヴィルヘルミーネは長姉アンナの住むザクセンのリヒテンベルク城に身を寄せ、余生を送った。